# Gabriel Marcel
Gabriel Marcel (Párizs, 1889. december 7. – Párizs, 1973. október 8.) francia filozófus, drámaíró és zeneszerző. A keresztény egzisztencializmus megalapítója.

## Művei

### Bölcseleti kötetei
- Existence et objectivité (1914)
- Journal métaphysique (1914-1923). Paris, Gallimard, 1927
- Être et avoir (1918-1933). Paris, Aubier, 1935
- Du refus à l'invocation. Paris, Gallimard, 1940. (Réédité en 1967 sous le titre Essai de philosophie concrète, Paris, NRF/Gallimard, 1967)
- Homo viator. Paris, Aubier, 1945
- La Métaphysique de Royce. Paris, Aubier, 1945
- Position et approches concrètes du mystère ontologique. Introduction par Marcel de Corte. Louvain, E. Nauwelaerts; Paris, Librairie philosophique J. Vrin, 1949
- Le Mystère de l'être. Paris, Aubier, 1951. 2 vol.
- Les Hommes contre l'humain. Paris, La Colombe, 1951. Réédition: Fayard, 1968
- Le Déclin de la sagesse. Paris, Plon, 1954
- L'homme problématique. Paris, Aubier, 1955
- Théâtre et religion. Lyon, Éditions E. Vitte, 1958
- Présence et immortalité. Paris, Flammarion, 1959
- La Dignité humaine. Paris, Aubier, 1964
- Entretiens Paul Ricœur, Gabriel Marcel. Paris, Aubier, 1968. Réédition: Présence de Gabriel Marcel, 1999
- Pour une sagesse tragique et son au-delà. Paris, Plon, 1968
- Coleridge et Schelling. Paris, Aubier, 1971
- Gabriel Marcel interrogé par Pierre Boutang suivi de Position et approches concrètes du mystère ontologique. Paris, J.-M. Place Éditeur, 1977
- Tu ne mourras pas. Textes choisis et présentés par Anne Marcel. Préface du P. Xavier Tilliette. Éditions Arfuyen, 2005

### Színdarabjai
- Le Cœur des autres. Paris, Grasset, 1921
- L'Iconoclaste. Paris, Stock, 1923
- Un Homme de Dieu. Paris, Grasset, 1925
- Le Monde cassé suivi de Position et approches concrètes du mystère ontologique. Paris, Desclée de Brouwer, 1933
- Le Chemin de crête. Paris, Grasset, 1936
- Le Dard. Paris, Plon, 1936
- Le Fanal. Paris, Stock, 1936
- La Soif . Paris, Desclée de Brouwer, 1938. Réédité sous le titre: Les cœurs avides, La Table Ronde, 1952
- Théâtre comique : Colombyre ou le brasier de la paix – La double expertise – Les points sur les i – Le divertissement posthume. Paris, Albin Michel, 1947
- Vers un autre Royaume : L'émissaire – Le signe de la croix. Paris, Plon, 1949
- Rome n'est plus dans Rome. Paris, La Table Ronde, 1951
- Croissez et multipliez. Paris, Plon, 1955
- Mon temps n'est pas le vôtre. Paris, Plon, 1955
- La dimension Florestan suivi de la conférence Le crépuscule du sens commun. Paris, Plon, 1958